# الشرطي الخاص بي
الشرطي الخاص بي (بالإنجليزية: My Policeman)‏ هو فيلم دراما رومانسي من بطولة هاري ستايلزو إيما كورين.